# Elatine lorentziana
Elatine lorentziana là một loài thực vật có hoa trong họ Elatinaceae. Loài này được Hunz. mô tả khoa học đầu tiên năm 1970.